# چهریزه
وقتی موضوعی برحسب یک ویژگی خاص تقسیم‌بندی می‌شود گروه‌هایی از تقسیمات فرعی به وجود می‌آید که به هر یک از آن گروه‌ها یک چهریزه (facet) می‌گویند. در هر رده ۵ نوع چهریزه وجود دارد: هر یک از اجزای چهریزه یک «سازند» (Isolate) است.